# Synodontis flavitaeniatus
Synodontis flavitaeniatus hay còn có tên khác là orangestriped squeaker, the chocolatestriped squeaker, the yellowstriped squeaker, and the pyjama Syno,, là tên của một loài cá da trơn bơi lộn ngược và là loài đặc hữu của Cộng hòa Dân chủ Congo, Cộng hòa Congo. Chúng thường xuất hiện ở giữa và hạ lưu lưu vực sông Congo. Năm 1919, nhà động vật học người Bỉ gốc Anh George Albert Boulenger dựa trên mẫu vật thu thập được ở sông Ruki, tại Mbandaka, Cộng hòa Dân chủ Congo. Tên loài flavitaeniatus có nghĩa là "sọc màu vàng".

## Mô tả
Cơ thể của loài cá này thì có màu nâu nâu hoặc màu nâu hơi cam và có sọc vàng với sọc nâu nằm ngang. Mặt dưới của chúng có những mảng màu nâu nhạt nhưng không đồng đều. Vây ngực, lưng, bụng và hậu môn thì có màu trong suốt và tương phản với những đốm màu tối. Vây mỡ (phần vây ở giữa vây lưng và đuôi) thì có màu tối, nhưng điểm cuối của nó thì có màu sáng hơn.
Cái sọc thì kéo dài đến đuôi, khi chúng gặp căng thẳng hay nguy hiểm thì chúng đổi từ màu nâu sang màu hồng. Ngoài ra, một số cá thể có màu nâu hơi vàng.
Tương tự như nhiều loài trong chi Synodontis, hai bên đầu của Synodontis acanthoperca có một cái gai vốn là xương của loài này và nó có thể mở rộng ra khi chúng mở mang. Tia đầu tiên của vây lưng và vây ngực thì có răng cưa. Vây đuôi thì chia ra làm hai thùy rất rõ ràng, thùy đuôi phía trên thì to hơn phía dưới. Hàm trên có răng thì nón, còn hàm dưới thì có hình chữ S và còn có thể di chuyển. Chúng có 3 cặp râu, một cặp thì ở hàm trên và hai cặp ở hàm dưới thì phân nhánh.
Chúng có thể đạt đến chiều dài 15,5 cm (6,1 in), mặc dù trong tự nhiên, chúng có thể đạt được chiều dài 19,5 cm (7,7 in). Môi trường sinh sống của Synodontis flavitaeniatus thì có nhiệt độ từ 23 đến 28 độ C (73 đến 82 độ F), pH từ 6,5 đến 8,0 và dH là 4-25.